# 12682 Kawada
12682 Kawada eller 1982 VC3 är en asteroid i huvudbältet som upptäcktes den 14 november 1982 av de båda japanska astronomerna Hiroki Kōsai och Kiichirō Furukawa vid Kiso-observatoriet i Japan. Den är uppkallad efter Kawada Oukou.
Asteroiden har en diameter på ungefär 4 kilometer och den tillhör asteroidgruppen Astraea.